# Daniel Osanz
Daniel Osanz Laborda, né le 14 juin 1998 à Jaca, est un coureur de fond espagnol spécialisé en kilomètre vertical. Il a remporté le Vertical Kilometer World Circuit 2019.

## Biographie
Daniel commence l'athlétisme à l'âge de treize ans en rejoignant le club de sa ville natale de Jaca. Deux ans plus tard, il court son premier kilomètre vertical, notamment convaincu par son père coureur d'ultra-trail, et signe un bon résultat. À la suite de cette performance, il rejoint le Grupo de Tecnificación de la Federación Aragonesa de Montañismo pour représenter sa communauté sur la scène nationale,.
Il démontre ses qualités pour la discipline du kilomètre vertical en 2014 et 2015. Il devient notamment champion d'Espagne cadet 2015 à Fuente Dé et brille également sur des distances plus longues en remportant le Junior Trail de Zegama-Aizkorri en 2016. Il complète ses compétences sportives en participant à des compétitions de duathlon cross et de triathlon d'hiver.
Daniel se révèle sur la scène internationale en 2018 en prenant part aux championnats du monde jeunesse de skyrunning à L'Aquila. Il décroche le titre de champion Junior en terminer premier scratch de l'épreuve du kilomètre vertical, puis remporte également le titre Junior sur l'épreuve de SkyRace.
Il connaît une excellente saison 2019. Prenant part au Vertical Kilometer World Circuit, il entame sa saison par une victoire au Vertical Kilometer Binter en battant les favoris Luis Alberto Hernando et Marco De Gasperi. Il poursuit avec une victoire ex-acquo avec Camille Caparros au Santana Vertical Kilometer le 31 mai et conforte sa première place. Le 7 juillet, il prend part comme favori aux championnats d'Espagne de kilomètre vertical à Pradollano sur un parcours légèrement raccourci en raisons de vents violents. Assumant son rôle, Daniel s'impose et décroche le titre. Le 2 août, il bat le record du parcours du kilomètre vertical de Gran Sasso en 34 min 52 s et remporte le titre de champion du monde U23 de la discipline. Après avoir cédé la tête du classement du Vertical Kilometer World Circuit à Camille Caparros, Daniel la reprend en s'imposant aux KM de Chando. Il conclut sa saison avec une troisième place à la verticale du Grand Serre et remporte le classement général du Vertical Kilometer World Circuit,.
Le 10 avril 2021, il est invité avec une poignée d'athlètes par l'équipementier sportif Salomon pour participer à une édition spéciale de la Pujada a Coll de Pal, une course de montagne entièrement sur route, afin de tenter de battre le record détenu depuis 1988 par Rafael García. Prenant les commandes de la course, il ne tarde pas à se détacher en tête et largue ses adversaires. Il s'impose en 1 h 22 min 39 s, battant de plus de deux minutes le record de Rafael. Le 9 juillet, il prend part au kilomètre vertical des championnats du monde de skyrunning à La Vall de Boí. Partant dans le groupe de tête, il se retrouve à la lutte avec le Japonais Ruy Ueda et le Suisse Roberto Delorenzi. Ruy parvient à creuser une petite marge d'avance et Daniel lutte avec son ami et rival Roberto pour la seconde place. Il parvient à décrocher la médaille d'argent pour 17 secondes. Le 12 septembre, il prend part à l'édition inaugurale des championnats d'Espagne de course verticale organisés par la Fédération royale espagnole d'athlétisme et courus dans le cadre de l'Ultra Montaña Palentina à Cardaño de Arriba (es). Effectuant le début de course aux côtés de Manuel Jiménez, il fait parler son talent pour la discipline en se détachant en tête sur la partie la plus raide du parcours pour aller décrocher le titre. Le 17 décembre, lors de l'édition rétrospective du gala du sport aragonais, il est élu sportif universitaire de l'année 2019 et sportif aragonais de l'année 2020.
Le 1er juillet 2022, il prend le départ de l'épreuve de course en montagne en montée aux championnats d'Europe de course en montagne et trail à El Paso. Voyant le favori Cesare Maestri mener la course, suivi par le Suisse Dominik Rolli, il effectue une solide course en troisième position et tente d'attaquer le Suisse pour la médaille d'argent. Ce dernier défend sa position et Daniel Osanz termine sur la troisième marche du podium. Il devient le premier athlète espagnol à remporter une médaille individuelle aux championnats d'Europe. Il remporte de plus la médaille de bronze au classement par équipes.

## Palmarès
| no  | masculin           | Course                                                   | Longueur | Départ            | Temps           |
| --- | ------------------ | -------------------------------------------------------- | -------- | ----------------- | --------------- |
| 6e  | 6e                 | Championnats du monde de skyrunning - Kilomètre vertical | 5 km     | 13 septembre 2018 | 43 min 14 s     |
| 1re | Médaille d'or      | Vertical Kilometer Binter                                | 7,6 km   | 11 mai 2019       | 48 min 42 s     |
| 1re | Médaille d'or      | Santana Vertical Kilometer                               | 4,8 km   | 31 mai 2019       | 41 min 15 s     |
| 1re | Médaille d'or      | Championnats d'Espagne de kilomètre vertical             | 4,9 km   | 7 juillet 2019    | 38 min 42 s     |
| 3e  | Médaille de bronze | BEI K3                                                   | 9,7 km   | 27 juillet 2019   | 2 h 7 min 8 s   |
| 5e  | 5e                 | Championnats d'Europe de skyrunning - Kilomètre vertical | 3,4 km   | 5 septembre 2019  | 39 min 29 s     |
| 11e | 10e                | Championnats d'Europe de skyrunning - SkyRace            | 31 km    | 7 septembre 2019  | 3 h 3 min 54 s  |
| 1re | Médaille d'or      | Les KM de Chando                                         | 7,7 km   | 21 septembre 2019 | 1 h 13 min 26 s |
| 3e  | Médaille de bronze | Verticale du Grand Serre                                 | 1,8 km   | 29 septembre 2019 | 32 min 52 s     |
| 1re | Médaille d'or      | Kilomètre vertical de Puig Campana                       | 3,65 km  | 3 mai 2021        | 39 min 6 s      |
| 2e  | Médaille d'argent  | Championnats du monde de skyrunning - Kilomètre vertical | 2,8 km   | 9 juillet 2021    | 35 min 38 s     |
| 1re | Médaille d'or      | Championnats d'Espagne de course verticale RFEA          | 7 km     | 12 septembre 2021 | 48 min 5 s      |
| 1re | Médaille d'or      | Nit Pirineu                                              | 5 km     | 1er octobre 2021  | 36 min 44 s     |
| 3e  | Médaille de bronze | Championnats d'Europe de course en montagne - Montée     | 8,85 km  | 1er juillet 2022  | 45 min 26 s     |
| 1re | Médaille d'or      | Canfranc-Canfranc Vertical                               | 4,4 km   | 9 septembre 2022  | 34 min 29 s     |
| 2e  | Médaille d'argent  | Ascension de Pikes Peak                                  | 21,4 km  | 17 septembre 2022 | 2 h 8 min 42 s  |
| 2e  | Médaille d'argent  | Transvulcania Maratón                                    | 45 km    | 22 octobre 2022   | 4 h 10 min 56 s |
| 2e  | Médaille d'argent  | Calamorro Skyrace                                        | 27 km    | 29 avril 2023     | 2 h 40 min 59 s |
| 6e  | 6e                 | Championnats du monde de course en montagne - Montée     | 7,1 km   | 7 juin 2023       | 42 min 41 s     |
| 3e  | Médaille de bronze | Acantilados del Norte Skyrace                            | 29 km    | 2 mars 2024       | 2 h 36 min 35 s |
| 1re | Médaille d'or      | Transvulcania Media Maratón                              | 24,8 km  | 11 mai 2024       | 2 h 12 min 35 s |
| 3e  | Médaille de bronze | Cappadocia Short Trail                                   | 38,6 km  | 19 octobre 2024   | 2 h 40 min 31 s |
| 3e  | Médaille de bronze | Transvulcania Media Maratón                              | 24 km    | 10 mai 2025       | 2 h 12 min 32 s |